# Primera División (Chile) 1999
Die Primera División 1999, auch unter dem Namen Campeonato Nacional Copa Banco del Estado 1999 bekannt, war die 68. Saison der Primera División, der höchsten Spielklasse im Fußball in Chile. Saisonbeginn war der 27. Februar und endete am 16. Dezember mit dem letzten Ligaspieltag.
Die Meisterschaft gewann das Team von Universidad de Chile. Für den Verein war es der insgesamt 10. Meisterschaftstitel. Für die Copa Libertadores 2000 qualifizierten sich neben dem Meister auch Universidad Católica und CD Cobreloa. Die Copa Chile 1999 wurde nicht ausgespielt.
Die beiden Teams Deportes La Serena und Rangers de Talca stiegen direkt in die zweite Liga ab. Über die Relegationsspiele mussten zusätzlich CD Cobresal und Deportes Iquique den Gang in die untere Spielklasse antreten.

## Modus
Die 16 Teams spielen jeder gegen jeden mit Hin- und Rückspiel. Die besten acht Teams spielen in der Meisterschaftsrunde und die weiteren achte Teams in der Abstiegsrunde. Die je acht Teams treten untereinander erneut mit Hin- und Rückspiel an. Für die Meisterrunde werden Bonuspunkte anhand der Ligatabelle aus der 1. Runde vergeben, für die Abstiegsrunde werden die Punkte aus der Ligatabelle komplett übernommen.
Meister ist die Mannschaft mit den meisten Punkten der Meisterrunde und qualifiziert sich für die Copa Libertadores. Bei Punktgleichheit entscheidet ein Entscheidungsspiel um die bessere Position, wenn es um die Meisterschaft geht. In den anderen Fällen entscheidet das Torverhältnis. Die letzten zwei Teams der Abstiegsrunde steigen in die zweite Liga ab. Der Dritt- und Viertletzte der Tabelle spielen Relegationsspiele mit dem Dritt- und Viertplatzierten der Zweiten Liga. Die beiden Sieger spielen in der Folgesaison erstklassig, die Verlierer zweitklassig. Vizemeister und Dritter der Meisterrunde qualifizieren sich ebenfalls für die Copa Libertadores.

## Teilnehmer
Die Absteiger der Vorsaison Deportes Temuco, Santiago Wanderers und Provincial Osorno wurden durch die Aufsteiger CD Cobresal, CD O’Higgins und Santiago Morning ersetzt. Folgende Vereine nahmen daher an der Meisterschaft 1999 teil:
| Mannschaft            | Stadt             |
| --------------------- | ----------------- |
| Audax Italiano        | Santiago de Chile |
| CD Cobreloa           | Calama            |
| CD Cobresal           | El Salvador       |
| CSD Colo-Colo         | Santiago de Chile |
| Coquimbo Unido        | Coquimbo          |
| Deportes Concepción   | Concepción        |
| Deportes Iquique      | Iquique           |
| Deportes La Serena    | La Serena         |
| Deportes Puerto Montt | Puerto Montt      |
| CD Huachipato         | Talcahuano        |
| CD O’Higgins          | Rancagua          |
| CD Palestino          | Santiago de Chile |
| Rangers de Talca      | Talca             |
| Santiago Morning      | Santiago de Chile |
| Universidad Católica  | Santiago de Chile |
| Universidad de Chile  | Santiago de Chile |

## Tabelle 1. Runde
| Pl.                                | Verein                   | Sp. | S  | U  | N  | Tore    | Diff. | Punkte |
| ---------------------------------- | ------------------------ | --- | -- | -- | -- | ------- | ----- | ------ |
| 1.                                 | Universidad de Chile (P) | 30  | 23 | 6  | 1  | 066:270 | +39   | 75     |
| 2.                                 | Universidad Católica     | 30  | 19 | 7  | 4  | 067:310 | +36   | 64     |
| 3.                                 | CD Cobreloa              | 32  | 18 | 8  | 6  | 062:290 | +33   | 62     |
| 4.                                 | CSD Colo-Colo (M)        | 30  | 13 | 10 | 7  | 045:370 | +8    | 49     |
| 5.                                 | Audax Italiano           | 30  | 11 | 8  | 11 | 042:370 | +5    | 41     |
| 6.                                 | CD Huachipato            | 30  | 11 | 8  | 11 | 046:470 | −1    | 41     |
| 7.                                 | CD Palestino             | 30  | 11 | 6  | 13 | 048:530 | −5    | 39     |
| 8.                                 | Santiago Morning (N)     | 30  | 10 | 8  | 12 | 041:410 | ±0    | 38     |
| 9.                                 | Deportes Puerto Montt    | 30  | 10 | 8  | 12 | 052:550 | −3    | 38     |
| 10.                                | CD O’Higgins (N)         | 28  | 11 | 5  | 12 | 047:590 | −12   | 38     |
| 11.                                | Deportes Concepción      | 30  | 9  | 8  | 13 | 038:410 | −3    | 35     |
| 12.                                | CD Cobresal (N)          | 30  | 9  | 8  | 13 | 039:450 | −6    | 35     |
| 13.                                | Deportes Iquique         | 30  | 8  | 8  | 14 | 037:470 | −10   | 32     |
| 14.                                | Coquimbo Unido           | 30  | 6  | 10 | 14 | 044:700 | −26   | 28     |
| 15.                                | Rangers de Talca         | 30  | 6  | 6  | 18 | 026:520 | −26   | 24     |
| 16.                                | Deportes La Serena       | 30  | 4  | 12 | 14 | 030:590 | −29   | 24     |
| Quelle: rsssf.org, Stand: Endstand |                          |     |    |    |    |         |       |        |

(M) Vorjahresmeister
(P) Pokalsieger
(N) Aufsteiger

## Abstiegsrunde
| Pl. | Verein                | Sp. | S  | U  | N  | Tore    | Diff. | Punkte |
| --- | --------------------- | --- | -- | -- | -- | ------- | ----- | ------ |
| 9.  | CD O’Higgins (N)      | 44  | 18 | 8  | 18 | 077:860 | −9    | 62     |
| 10. | Deportes Concepción   | 44  | 16 | 12 | 16 | 060:590 | +1    | 60     |
| 11. | Coquimbo Unido        | 44  | 15 | 14 | 15 | 077:840 | −7    | 59     |
| 12. | Deportes Puerto Montt | 44  | 14 | 12 | 18 | 071:840 | −13   | 54     |
| 13. | CD Cobresal (N)       | 44  | 14 | 11 | 19 | 064:740 | −10   | 53     |
| 14. | Deportes Iquique      | 44  | 13 | 12 | 19 | 065:720 | −7    | 51     |
| 15. | Rangers de Talca      | 44  | 10 | 8  | 26 | 052:780 | −26   | 38     |
| 16. | Deportes La Serena    | 44  | 7  | 12 | 25 | 053:970 | −44   | 33     |

## Meisterschaftsrunde
| Pl. | Verein                   | Sp. | S | U | N | Tore    | Diff. | Punkte | Bonus | Gesamt |
| --- | ------------------------ | --- | - | - | - | ------- | ----- | ------ | ----- | ------ |
| 1.  | Universidad de Chile (P) | 14  | 8 | 4 | 2 | 090:430 | +47   | 28     | 19    | 47     |
| 2.  | Universidad Católica     | 14  | 8 | 4 | 2 | 102:500 | +52   | 28     | 16    | 44     |
| 3.  | CD Cobreloa              | 14  | 8 | 2 | 4 | 094:490 | +45   | 26     | 26    | 52     |
| 4.  | CSD Colo-Colo (M)        | 14  | 5 | 3 | 6 | 062:570 | +5    | 18     | 12    | 30     |
| 5.  | Santiago Morning (N)     | 14  | 3 | 6 | 5 | 065:660 | −1    | 15     | 10    | 25     |
| 6.  | CD Palestino             | 14  | 4 | 3 | 7 | 073:880 | −15   | 15     | 10    | 25     |
| 7.  | Audax Italiano           | 14  | 3 | 4 | 7 | 059:600 | −1    | 13     | 10    | 23     |
| 8.  | CD Huachipato            | 14  | 2 | 4 | 8 | 062:790 | −17   | 10     | 10    | 20     |

## Beste Torschützen
| Rang | Spieler         | Klub                  | Tore |
| ---- | --------------- | --------------------- | ---- |
| 1    | Mario Núñez     | CD O’Higgins          | 34   |
| 2    | Pedro González  | Universidad de Chile  | 28   |
| 3    | Domingo Arévalo | Deportes Puerto Montt | 25   |
| 4    | José Luis Díaz  | Audax Italiano        | 23   |
|      | Jaime González  | CD O’Higgins          | 23   |

## Relegationsspiele
|                      | Gesamt |                       | Hinspiel | Rückspiel |
| -------------------- | ------ | --------------------- | -------- | --------- |
| CD Cobresal (1)      | 1:3    | Provincial Osorno (2) | 2:3      | 3:4       |
| Deportes Iquique (1) | 0:2    | Everton (2)           | 0:1      | 0:1       |

Damit steigen die beiden Zweitligen Provincial Osorno und Everton in die Primera División 2000 auf. CD Cobresal und Deportes Iquique steigen in die Primera B 2000 ab.